# Skeleton-Weltcup 2011/12
Der Skeleton-Weltcup 2011/12 begann am 29. November 2011 in Igls und endete am 11. Februar 2012 in Calgary. Die Saison wurde in acht Weltcuprennen parallel zum Bob-Weltcup 2011/12 ausgetragen. Veranstaltet wurde die Rennserie von der Fédération Internationale de Bobsleigh et de Tobogganing (FIBT). Zu den Saisonhöhepunkten zählte die Europameisterschaft vom 3. bis 8. Januar 2012 in Altenberg, die parallel zum Weltcup ausgetragen wurde. Den Saisonabschluss bildete die Weltmeisterschaft vom 13. bis 26. Februar 2012 in Lake Placid.
Als Unterbau zum Weltcup fungierten der Intercontinentalcup, der Europacup und der America’s Cup. Die Ergebnisse aller Rennserien flossen in das FIBT-Skeleton-Ranking 2011/12 ein.

## Einzelergebnisse der Weltcupsaison 2011/12
| 1. Weltcup in Igls, 29. November 2011 – 4. Dezember 2011 | 1. Weltcup in Igls, 29. November 2011 – 4. Dezember 2011 | 1. Weltcup in Igls, 29. November 2011 – 4. Dezember 2011 | 1. Weltcup in Igls, 29. November 2011 – 4. Dezember 2011 | 1. Weltcup in Igls, 29. November 2011 – 4. Dezember 2011 |
| -------------------------------------------------------- | -------------------------------------------------------- | -------------------------------------------------------- | -------------------------------------------------------- | -------------------------------------------------------- |
| Disziplin                                                | Erster Platz                                             | Zweiter Platz                                            | Dritter Platz                                            |                                                          |
| Skeleton Damen                                           | Olga Potylizyna                                          | Emma Lincoln-Smith                                       | Mellisa Hollingsworth                                    |                                                          |
| Skeleton Herren                                          | Martins Dukurs                                           | Alexander Tretjakow                                      | Tomass Dukurs                                            |                                                          |

| 2. Weltcup in La Plagne, 6. Dezember 2011 – 11. Dezember 2011 | 2. Weltcup in La Plagne, 6. Dezember 2011 – 11. Dezember 2011 | 2. Weltcup in La Plagne, 6. Dezember 2011 – 11. Dezember 2011 | 2. Weltcup in La Plagne, 6. Dezember 2011 – 11. Dezember 2011 | 2. Weltcup in La Plagne, 6. Dezember 2011 – 11. Dezember 2011 |
| ------------------------------------------------------------- | ------------------------------------------------------------- | ------------------------------------------------------------- | ------------------------------------------------------------- | ------------------------------------------------------------- |
| Disziplin                                                     | Erster Platz                                                  | Zweiter Platz                                                 | Dritter Platz                                                 |                                                               |
| Skeleton Damen                                                | Mellisa Hollingsworth                                         | Anne O’Shea                                                   | Katie Uhlaender                                               |                                                               |
| Skeleton Herren                                               | Martins Dukurs                                                | Tomass Dukurs                                                 | Alexander Tretjakow                                           |                                                               |

| 3. Weltcup in Winterberg, 13. Dezember 2011 – 18. Dezember 2011 | 3. Weltcup in Winterberg, 13. Dezember 2011 – 18. Dezember 2011 | 3. Weltcup in Winterberg, 13. Dezember 2011 – 18. Dezember 2011 | 3. Weltcup in Winterberg, 13. Dezember 2011 – 18. Dezember 2011 | 3. Weltcup in Winterberg, 13. Dezember 2011 – 18. Dezember 2011 |
| --------------------------------------------------------------- | --------------------------------------------------------------- | --------------------------------------------------------------- | --------------------------------------------------------------- | --------------------------------------------------------------- |
| Disziplin                                                       | Erster Platz                                                    | Zweiter Platz                                                   | Dritter Platz                                                   |                                                                 |
| Skeleton Damen                                                  | Amy Gough                                                       | Katharina Heinz                                                 | Marion Thees                                                    |                                                                 |
| Skeleton Herren                                                 | Martins Dukurs                                                  | Frank Rommel                                                    | Alexander Tretjakow                                             |                                                                 |

| 4. Weltcup und Europameisterschaft in Altenberg, 3. Januar 2012 – 8. Januar 2012 | 4. Weltcup und Europameisterschaft in Altenberg, 3. Januar 2012 – 8. Januar 2012 | 4. Weltcup und Europameisterschaft in Altenberg, 3. Januar 2012 – 8. Januar 2012 | 4. Weltcup und Europameisterschaft in Altenberg, 3. Januar 2012 – 8. Januar 2012 | 4. Weltcup und Europameisterschaft in Altenberg, 3. Januar 2012 – 8. Januar 2012 |
| -------------------------------------------------------------------------------- | -------------------------------------------------------------------------------- | -------------------------------------------------------------------------------- | -------------------------------------------------------------------------------- | -------------------------------------------------------------------------------- |
| Disziplin                                                                        | Erster Platz                                                                     | Zweiter Platz                                                                    | Dritter Platz                                                                    |                                                                                  |
| Skeleton Damen                                                                   | Anja Huber                                                                       | Katharina Heinz                                                                  | Shelley Rudman                                                                   |                                                                                  |
| Skeleton Herren                                                                  | Martins Dukurs                                                                   | Tomass Dukurs                                                                    | Alexander Kröckel                                                                |                                                                                  |

| 5. Weltcup in Königssee, 10. Januar 2012 – 15. Januar 2012 | 5. Weltcup in Königssee, 10. Januar 2012 – 15. Januar 2012 | 5. Weltcup in Königssee, 10. Januar 2012 – 15. Januar 2012 | 5. Weltcup in Königssee, 10. Januar 2012 – 15. Januar 2012 | 5. Weltcup in Königssee, 10. Januar 2012 – 15. Januar 2012 |
| ---------------------------------------------------------- | ---------------------------------------------------------- | ---------------------------------------------------------- | ---------------------------------------------------------- | ---------------------------------------------------------- |
| Disziplin                                                  | Erster Platz                                               | Zweiter Platz                                              | Dritter Platz                                              |                                                            |
| Skeleton Damen                                             | Shelley Rudman                                             | Marion Thees                                               | Mellisa Hollingsworth                                      |                                                            |
| Skeleton Herren                                            | Frank Rommel                                               | Alexander Kröckel                                          | Matthias Guggenberger                                      |                                                            |

| 6. Weltcup in St. Moritz, 17. Januar 2012 – 22. Januar 2012 | 6. Weltcup in St. Moritz, 17. Januar 2012 – 22. Januar 2012 | 6. Weltcup in St. Moritz, 17. Januar 2012 – 22. Januar 2012 | 6. Weltcup in St. Moritz, 17. Januar 2012 – 22. Januar 2012 | 6. Weltcup in St. Moritz, 17. Januar 2012 – 22. Januar 2012 |
| ----------------------------------------------------------- | ----------------------------------------------------------- | ----------------------------------------------------------- | ----------------------------------------------------------- | ----------------------------------------------------------- |
| Disziplin                                                   | Erster Platz                                                | Zweiter Platz                                               | Dritter Platz                                               |                                                             |
| Skeleton Damen                                              | Elizabeth Yarnold                                           | Shelley Rudman                                              | Katharina Heinz                                             |                                                             |
| Skeleton Herren                                             | Martins Dukurs                                              | Ben Sandford                                                | Matthew Antoine                                             |                                                             |

| 7. Weltcups in Whistler, 30. Januar 2012 – 4. Februar 2012 | 7. Weltcups in Whistler, 30. Januar 2012 – 4. Februar 2012 | 7. Weltcups in Whistler, 30. Januar 2012 – 4. Februar 2012 | 7. Weltcups in Whistler, 30. Januar 2012 – 4. Februar 2012 | 7. Weltcups in Whistler, 30. Januar 2012 – 4. Februar 2012 |
| ---------------------------------------------------------- | ---------------------------------------------------------- | ---------------------------------------------------------- | ---------------------------------------------------------- | ---------------------------------------------------------- |
| Disziplin                                                  | Erster Platz                                               | Zweiter Platz                                              | Dritter Platz                                              |                                                            |
| Skeleton Damen                                             | Mellisa Hollingsworth                                      | Lucy Chaffer                                               | Shelley Rudman                                             |                                                            |
| Skeleton Herren                                            | Martins Dukurs                                             | Frank Rommel Alexander Tretjakow                           |                                                            |                                                            |

| 8. Weltcup in Calgary, 6. Februar 2012 – 11. Februar 2012 | 8. Weltcup in Calgary, 6. Februar 2012 – 11. Februar 2012 | 8. Weltcup in Calgary, 6. Februar 2012 – 11. Februar 2012 | 8. Weltcup in Calgary, 6. Februar 2012 – 11. Februar 2012 | 8. Weltcup in Calgary, 6. Februar 2012 – 11. Februar 2012 |
| --------------------------------------------------------- | --------------------------------------------------------- | --------------------------------------------------------- | --------------------------------------------------------- | --------------------------------------------------------- |
| Disziplin                                                 | Erster Platz                                              | Zweiter Platz                                             | Dritter Platz                                             |                                                           |
| Skeleton Damen                                            | Elizabeth Yarnold                                         | Anja Huber                                                | Shelley Rudman Amy Gough                                  |                                                           |
| Skeleton Herren                                           | Martins Dukurs                                            | Alexander Tretjakow                                       | Frank Rommel                                              |                                                           |

## Gesamtstand und erreichte Platzierungen im Skeleton der Frauen
| Rang | Pilot                 | Land                   | IGL | LAP | WIN | ALT | KÖN | STM | WHI | CAL | Punkte |
| ---- | --------------------- | ---------------------- | --- | --- | --- | --- | --- | --- | --- | --- | ------ |
| 01.  | Shelley Rudman        | Vereinigtes Königreich | 5   | 6   | 14  | 3   | 1   | 2   | 3   | 3   | 1507   |
| 02.  | Marion Thees          | Deutschland            | 9   | 5   | 3   | 4   | 2   | 4   | 5   | 10  | 1458   |
| 03.  | Anja Huber            | Deutschland            | 4   | 4   | 22  | 1   | 4   | 5   | 4   | 2   | 1433   |
| 04.  | Mellisa Hollingsworth | Kanada                 | 3   | 1   | 13  | 5   | 3   | 16  | 1   | 5   | 1434   |
| 05.  | Katharina Heinz       | Deutschland            | 13  | 11  | 2   | 2   | 6   | 3   | 8   | 13  | 1332   |
| 06.  | Amy Gough             | Kanada                 | 11  | 12  | 1   | 7   | 11  | 8   | 7   | 3   | 1321   |
| 07.  | Lucy Chaffer          | Australien             | 6   | 14  | –   | 10  | 7   | 10  | 2   | 5   | 1138   |
| 08.  | Anne O’Shea           | Vereinigte Staaten     | 7   | 2   | 9   | 12  | 18  | 18  | 9   | 9   | 1121   |
| 09.  | Emma Lincoln-Smith    | Australien             | 2   | 13  | 11  | 8   | 8   | 12  | 17  | 14  | 1114   |
| 10.  | Sarah Reid            | Kanada                 | 10  | 8   | 8   | 14  | 17  | 16  | 6   | 7   | 1104   |
| 11.  | Katie Uhlaender       | Vereinigte Staaten     | –   | 3   | 5   | 6   | 5   | 13  | –   | 8   | 1024   |
| 12.  | Marija Orlowa         | Russland               | 16  | 15  | 10  | 13  | 12  | 9   | 20  | 17  | 0900   |
| 13.  | Janine Flock          | Österreich             | 8   | 9   | 20  | 21  | 10  | 21  | 13  | 15  | 0872   |
| 14.  | Olga Potylizyna       | Russland               | 1   | 7   | 4   | 16  | dnf | –   | –   | 11  | 0817   |
| 15.  | Olga Nikandrowa       | Russland               | 21  | 10  | 16  | 17  | 13  | 11  | 18  | 19  | 0800   |
| 16.  | Katharine Eustace     | Neuseeland             | –   | –   | 19  | 9   | 9   | 5   | 15  | 12  | 0794   |
| 17.  | Nozomi Komuro         | Japan                  | 18  | 17  | 7   | 18  | 21  | 20  | 12  | 16  | 0770   |
| 18.  | Joska Le Conté        | Niederlande            | 15  | 18  | 12  | 11  | 22  | 22  | 14  | 21  | 0734   |
| 19.  | Elizabeth Yarnold     | Vereinigtes Königreich | –   | –   | –   | –   | 14  | 1   | 9   | 1   | 0714   |
| 20.  | Kimber Gabryszak      | Vereinigte Staaten     | 20  | 16  | 17  | 14  | 15  | 7   | 19  | –   | 0710   |
| 21.  | Marina Gilardoni      | Schweiz                | 14  | 21  | 15  | 19  | 16  | 14  | –   | 18  | 0640   |
| 22.  | Barbara Hosch         | Schweiz                | 19  | 20  | 21  | 23  | 19  | 24  | 16  | 22  | 0525   |
| 23.  | Amy Williams          | Vereinigtes Königreich | 12  | 19  | 6   | 20  | –   | –   | –   | –   | 0446   |
| 24.  | Michaela Gläßer       | Tschechien             | 22  | 22  | 23  | 24  | 23  | 19  | 21  | 23  | 0443   |
| 25.  | Maria Mazilu          | Rumänien               | 17  | 23  | 18  | 25  | 24  | 25  | –   | –   | 0343   |
| 26.  | Delia Andreea Ivas    | Rumänien               | 24  | –   | 24  | 26  | 25  | 26  | –   | 24  | 0247   |
| 27.  | Lelde Priedulēna      | Lettland               | –   | –   | –   | 22  | 20  | 23  | –   | 20  | 0242   |
| 28.  | Swetlana Wassiljewa   | Russland               | –   | –   | –   | –   | –   | 15  | 11  | –   | 0240   |
| 29.  | Rachelle Rasmussen    | Vereinigte Staaten     | 23  | –   | –   | –   | –   | –   | dns | –   | 050    |

## Gesamtstand und erreichte Platzierungen im Skeleton der Herren
| Rang | Pilot                     | Land                   | IGL | LAP | WIN | ALT | KÖN | STM | WHI | CAL | Punkte |
| ---- | ------------------------- | ---------------------- | --- | --- | --- | --- | --- | --- | --- | --- | ------ |
| 01.  | Martins Dukurs            | Lettland               | 1   | 1   | 1   | 1   | 6   | 1   | 1   | 1   | 1751   |
| 02.  | Frank Rommel              | Deutschland            | 4   | 5   | 2   | 4   | 1   | 4   | 2   | 3   | 1605   |
| 03.  | Tomass Dukurs             | Lettland               | 3   | 2   | 7   | 2   | 7   | 4   | 5   | 4   | 1524   |
| 04.  | Alexander Tretjakow       | Russland               | 2   | 3   | 3   | 6   | 5   | 22  | 2   | 2   | 1446   |
| 05.  | Alexander Kröckel         | Deutschland            | 6   | 7   | 8   | 3   | 2   | 19  | 4   | 8   | 1340   |
| 06.  | Alexander Gassner         | Deutschland            | 9   | 8   | 6   | 5   | 11  | 10  | 7   | 10  | 1264   |
| 07.  | Kristan Bromley           | Vereinigtes Königreich | 5   | 6   | 4   | 14  | 9   | 7   | 9   | 14  | 1248   |
| 08.  | Sergei Tschudinow         | Russland               | 10  | 9   | 11  | 7   | 10  | 14  | 13  | 7   | 1144   |
| 09.  | Matthew Antoine           | Vereinigte Staaten     | 10  | 4   | 19  | 21  | 4   | 3   | 14  | 9   | 1128   |
| 10.  | Matthias Guggenberger     | Österreich             | 16  | 13  | 13  | 9   | 3   | 11  | 6   | 12  | 1128   |
| 11.  | John Fairbairn            | Kanada                 | 15  | 14  | 17  | 10  | 12  | 9   | 8   | 13  | 1008   |
| 12.  | Michael Douglas           | Kanada                 | 7   | 10  | 9   | 12  | 16  | 17  | 11  | 18  | 0992   |
| 13.  | Adam Pengilly             | Vereinigtes Königreich | 14  | 15  | 12  | 8   | 7   | 20  | 10  | 15  | 0988   |
| 14.  | Eric Neilson              | Kanada                 | 7   | 20  | 5   | 13  | 20  | 18  | 19  | 6   | 0938   |
| 15.  | Raphael Maier             | Österreich             | 16  | 18  | 21  | 11  | 13  | 12  | 16  | 15  | 0822   |
| 16.  | Hiroatsu Takahashi        | Japan                  | 18  | 12  | 16  | 17  | 19  | 16  | 18  | 17  | 0730   |
| 17.  | Ben Sandford              | Neuseeland             | –   | –   | –   | 15  | 14  | 2   | 12  | 11  | 0690   |
| 18.  | John Daly                 | Vereinigte Staaten     | dsq | 22  | 14  | 24  | 17  | 6   | –   | 5   | 0661   |
| 19.  | Maurizio Oioli            | Italien                | 19  | 16  | 18  | 18  | 18  | 22  | 21  | 19  | 0602   |
| 20.  | Kyle Tress                | Vereinigte Staaten     | 23  | 17  | 23  | 22  | 25  | 8   | 15  | –   | 0548   |
| 21.  | Shinsuke Tayama           | Japan                  | 20  | 11  | 15  | 27  | 28  | 28  | 20  | 21  | 0526   |
| 22.  | Anže Šetina               | Slowenien              | 12  | –   | 20  | 16  | 15  | 13  | –   | –   | 0516   |
| 23.  | Ander Mirambell           | Spanien                | 26  | 26  | 22  | 19  | 22  | 24  | 17  | 24  | 0436   |
| 24.  | Michael Höfer             | Schweiz                | 22  | 19  | 27  | 23  | 23  | 15  | –   | 23  | 0416   |
| 25.  | Lukas Kummer              | Schweiz                | 24  | 23  | 26  | 20  | 24  | 25  | 22  | 20  | 0408   |
| 26.  | Giovanni Mulassano        | Italien                | 21  | 25  | 25  | 26  | 26  | 21  | –   | 22  | 0332   |
| 27.  | Andy Wood                 | Vereinigtes Königreich | 13  | 21  | 10  | –   | –   | –   | –   | –   | 0326   |
| 28.  | Silviu Alexandru Mesarosi | Rumänien               | 25  | 24  | 24  | 25  | 21  | 26  | –   | –   | 0268   |
| 29.  | Urs Vescoli               | Australien             | –   | –   | –   | –   | 27  | 27  | 24  | –   | 0109   |
| 30.  | Greg West                 | Vereinigte Staaten     | –   | –   | –   | –   | –   | –   | 23  | 26  | 086    |
| 31.  | Bradley Chalupski         | Israel                 | –   | –   | –   | –   | –   | –   | 25  | 27  | 072    |
| 32.  | Dorin Velicu              | Rumänien               | –   | –   | –   | –   | –   | –   | –   | 25  | 040    |
| 33.  | Michael Coutts            | Neuseeland             | –   | –   | 28  | –   | –   | –   | –   | –   | 028    |